# Мелані Ріос
Мелані Ріос (англ. Melanie Ríos; нар. 8 квітня 1991, Медельїн, Колумбія) — американська порноакторка колумбійського походження.

## Біографія
Народилася в місті Медельїн в Колумбії. У 12 років переїхала в США. 
В порноіндустрію потрапила в 2009 році, у віці 18 років. Знялася в 100 порнофільмах і сценах.

## Премії і номінації
- 2011 номінація на XBIZ Award — Краща нова старлетка[3]
- 2012 номінація на AVN Award — Краща сцена тріолізму (Ж/Ж/М) — Oil Overload 4[4]
- 2012 номінація на AVN Award — Краща сцена лесбійського сексу — Lush
- 2013 номінація на XBIZ Award — Краща сцена — Spartacus MMXII The Beginning[5]

## Вибіркова фільмографія
- Charlie's Devils (2011)
- Latina Sex Tapes 2 (2012)
- Father Figure (2011)
- I Dream of Teens (2013)
- Boffing the Babysitter 4 (2010)
- All-American Cheerleaders (2011)
- Young Natural Titties (2012)
- Cream in My Teen 2 (2012)
- Babysitter 4 (2010)
- This isn't Christmas Vacation: The XXX Parody (2010)